# Sunqur al-Achqar
L’émir Chams al-Dîn Sunqur al-ʾAchqar (Soleil de la religion « le gerfaut roux »), Schems-ud-din Soncor el-Aschcar ou  Soncor « le roux » est un  émir au service des sultans mamelouks. Il réside de à 1281 à 1287 dans le Sahyun (Château de Saône). 
En 1266, Sunqur est fait prisonnier par les Arméniens et échangé contre Léon le fils du roi Héthoum Ier d'Arménie. En 1279, au cours du règne Salâmich, fils de Baybars, il est nommé gouverneur de Damas. Pendant le règne de Qala'un il tente  de conquérir son indépendance et s’autoproclame sultan de Damas et prend le titre de Al-Malik al-Kamil  (le roi parfait). Il est amené à se battre contre Qala'ûn mais il est pardonné. En 1287, Qala'un prend la forteresse de Sahyun. Après le siège, Qala'un fait procéder à la reconstruction et à des aménagements de la forteresse.
En décembre 1292, il est exécuté au Caire par Al-Ashraf Salah ad-Dîn Khalil (règne : 1290-1293) fils de Qala'ûn.

## Remarque
Son titre d’Al-Malik al-Kamil peut le faire confondre avec le sultan ayyoubide de  Damas Al-Malik al-Kâmil Nâsîr ad-Dîn (~1177-1238).